# Orbital Sciences Corporation
Orbital Sciences Corporation (vaak kortweg Orbital genoemd) was een Amerikaans bedrijf dat raketten en ruimtevaartuigen ontwierp, bouwde en lanceerde voor commerciële, militaire en andere overheidsklanten. Het hoofdkantoor van het bedrijf was in Dulles, Virginia. Orbital was genoteerd aan de New York Stock Exchange.
Op 29 april 2014 liet Orbital weten dat het zou fuseren met Alliant Techsystems. De fusie werd daadwerkelijk van kracht op 9 februari 2015, waarmee Orbital Sciences officieel ophield te bestaan als zelfstandige eenheid en Orbital ATK was geboren. Orbital ATK werd in 2018 overgenomen door Northrop Grumman en heette daarop Northrop Grumman Innovation Systems (NGIS). Na een reorganisatie van Northrop Grumman werden de onderdelen van NGIS op 1 januari 2020 verdeeld over diverse divisies van Northrop Grumman, waaronder de nieuwe Space Systems-divisie.

## CRS-contract met NASA
Na een succesvolle demonstratie van het ruimtevaartuig Cygnus in september van 2013 en de succesvolle lancering van de raket Antares haalde Orbital een contract binnen voor acht bevoorradingsmissies naar het ISS, de zogenaamde Commercial Resupply Services-missies. Het contract met NASA is 1,9 miljard dollar waard.
In het kader van dit contract heeft Orbital drie vluchten uitgevoerd. De eerste vlucht werd met succes op 18 februari 2014 afgerond. De derde vlucht, op 28 oktober 2014, resulteerde in de ontploffing van de raket enkele seconden na de lancering.